# 小阪合町
小阪合町（こざかあいちょう）は、大阪府八尾市の地名。現行行政地名は小阪合町一丁目から小阪合町四丁目。住居表示は実施済み。
現住所表記に変更される前の大字小阪合だった地域で、現在の南小阪合町のほぼ全域および山本町南の一部（1,6丁目の西側、2丁目のほぼ全域）地域も含まれていた。小阪合町は旧大字小阪合の府道大阪港八尾線（旧服部川久宝寺線）より北側で、山本町南1丁目の西に当たる。

## 歴史
令制国一覧 > 畿内 > 河内国 > 若江郡 > 小坂合村
町名の由来は町内にある「阪合神社」に由来する。延宝年間の石高は510石余。江戸時代初期は幕府直轄領、その後幾度も支配者が変わり、宝永7年（1710年）に上知され、嘉永3年（1850年）に宇都宮藩領、慶応2年（1866年）に高徳藩領となり幕末に至っている。明治時代になって小阪合村、市町村制施行時に八尾村の大字となり、現在の住所表記変更時に小阪合町と南小阪合町その他に分かれた。

## 地理
旧集落は現在の3丁目辺り。府道大阪港八尾線沿いにガソリンスタンドやドラッグストアなどの商店が並ぶ。

## 世帯数と人口
2020年（令和2年）3月31日現在（八尾市発表）の世帯数と人口は以下の通りである。
| 丁目           | 世帯数  | 人口    |
| -------------- | ------- | ------- |
| 小阪合町一丁目 | 346世帯 | 743人   |
| 小阪合町二丁目 | 260世帯 | 468人   |
| 小阪合町三丁目 | 191世帯 | 409人   |
| 小阪合町四丁目 | 155世帯 | 306人   |
| 計             | 952世帯 | 1,926人 |

### 人口の変遷
国勢調査による人口の推移。
| 1995年（平成7年）  | 2,185人 | [ 5 ] |  |
| 2000年（平成12年） | 2,115人 | [ 6 ] |  |
| 2005年（平成17年） | 2,005人 | [ 7 ] |  |
| 2010年（平成22年） | 2,088人 | [ 8 ] |  |
| 2015年（平成27年） | 1,939人 | [ 9 ] |  |

### 世帯数の変遷
国勢調査による世帯数の推移。
| 1995年（平成7年）  | 807世帯 | [ 5 ] |  |
| 2000年（平成12年） | 843世帯 | [ 6 ] |  |
| 2005年（平成17年） | 859世帯 | [ 7 ] |  |
| 2010年（平成22年） | 926世帯 | [ 8 ] |  |
| 2015年（平成27年） | 864世帯 | [ 9 ] |  |

## 学区
市立小・中学校に通う場合、学区は以下の通りとなる（2020年5月時点）。
| 丁目           | 番   | 小学校               | 中学校             |
| -------------- | ---- | -------------------- | ------------------ |
| 小阪合町一丁目 | 全域 | 八尾市立南山本小学校 | 八尾市立曙川中学校 |
| 小阪合町二丁目 | 全域 | 八尾市立南山本小学校 | 八尾市立曙川中学校 |
| 小阪合町三丁目 | 全域 | 八尾市立南山本小学校 | 八尾市立曙川中学校 |
| 小阪合町四丁目 | 全域 | 八尾市立南山本小学校 | 八尾市立曙川中学校 |

## 事業所
2016年（平成28年）現在の経済センサス調査による事業所数と従業員数は以下の通りである。
| 丁目           | 事業所数 | 従業員数 |
| -------------- | -------- | -------- |
| 小阪合町一丁目 | 6事業所  | 13人     |
| 小阪合町二丁目 | 12事業所 | 49人     |
| 小阪合町三丁目 | 16事業所 | 131人    |
| 小阪合町四丁目 | 7事業所  | 66人     |
| 計             | 41事業所 | 259人    |

## 施設
- 阪合神社（2丁目）
小阪合町の産土神。延喜式神名帳に若江郡の坂合神社二社と記される式内社。祭神は瓊瓊杵尊、彦火火出見尊など。元々は坂合部連の氏神で氏の祖神を祀ったとされる。明治40年（1907年）に一旦矢作神社に合祀されたが昭和32年（1957年）に復興。
- スーパードラッグシグマ（4丁目）

## その他

### 日本郵便
- 郵便番号 : 581-0012[2]（集配局：八尾郵便局[12]）。